# 319
319是318與320之間的自然數。

## 數學性質
- 合數，正因數有1、11、29和319。
質因數分解為{\displaystyle 11\times 29}。
- 虧數，真因數和為41，虧度為278。
- 不尋常數，大於平方根的質因數為29。
- 半質數。
- 無平方數因數的數。
- 十进制的奢侈數。
- 第12個十进制的史密夫數。前一個為274、下一個為346。
- 第12個史密夫數，1+1+2+9=3+1+9。前一個是274，後一個是346。
- 第101個半素数，也就是該數等於兩個質數相乘：({\displaystyle 319=11\times 29})、前一個是314，後一個是321。
- 在十二進位中，是第64個哈沙德數，前一個是315，後一個是322

## 歷史事件
- 三一九槍擊事件 - 發生在2004年的中華民國元首暗殺事件。

## 交通領域
- 國道
  - 中國319国道，起點為福建廈門，終點為四川成都
  - 日本国道319号（日语：国道319号）

## 天文領域
- NGC 319是鳳凰座的一個星系。
- 小行星319是奧古斯特·卡洛斯在1891年10月8日發現的小行星（小行星列表/301-400）

## 其他領域
- 西元319年和前319年
- 3月19日
- 319在十六進制時為13F，13F有時用來表示13樓